# Batöni
Die sogenannte Wasserfallarena von Batöni ist ein Talkessel mit mehreren Wasserfällen auf 1534 m ü. M. Höhe südlich des Weisstannentals im Kanton St. Gallen in der Schweiz.
Die drei grössten dieser Wasserfälle sind von Ost nach West der Piltschinabachfall (Fallhöhe 81 m), der Sässbachfall (Fallhöhe 86 m) und der Muttenbachfall (Fallhöhe 45 m). Batöni ist das Quellgebiet des Gufelbaches, eines rechten Nebenflusses der Seez.
Am 2. Juni 2018 wurde im Batöni eine Hängebrücke für Fussgänger eingeweiht.

## Einzelnachweise

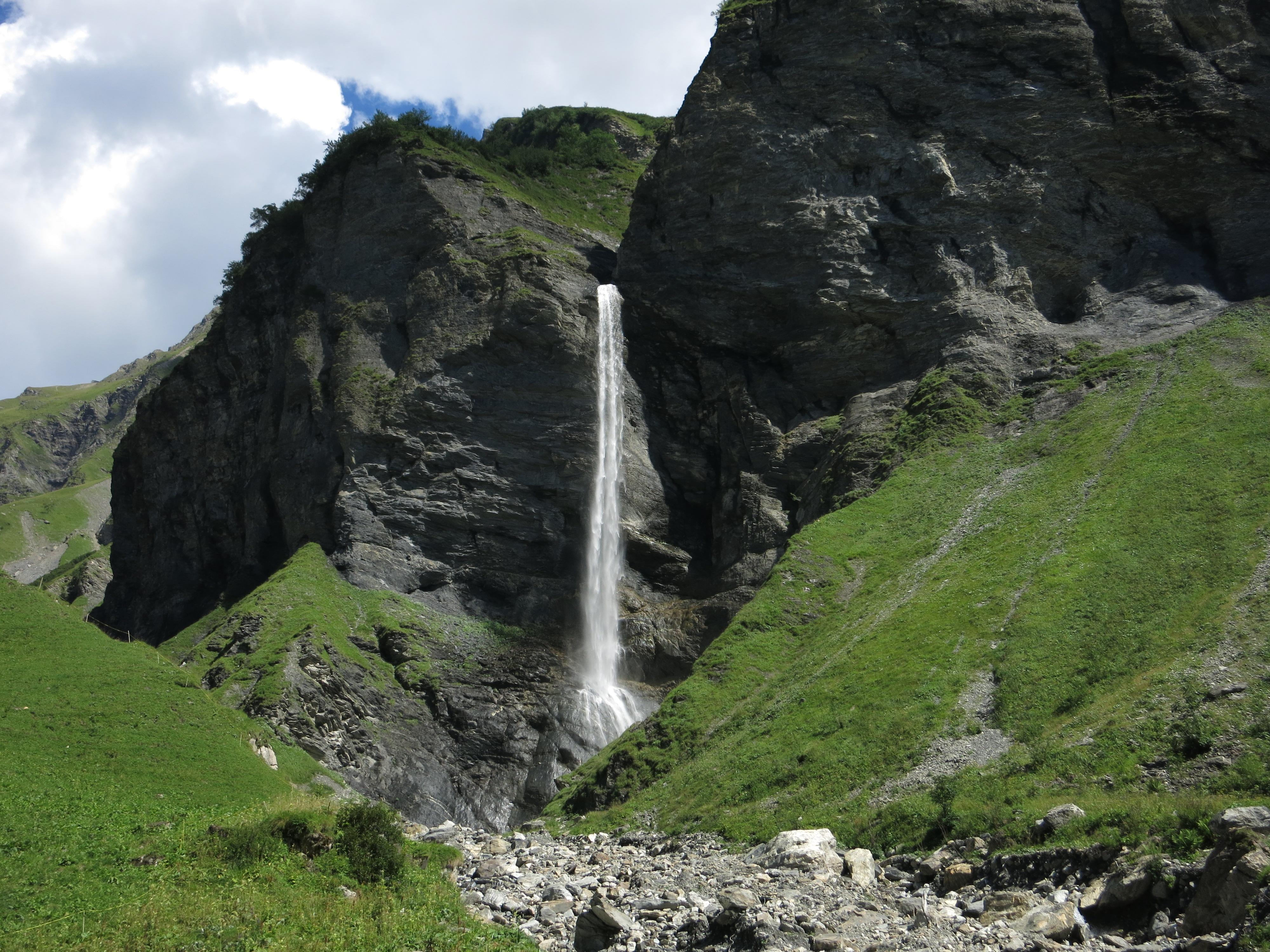
Der Piltschinabachfall